# Cruzeiro do Sul (Paraná)
Cruzeiro do Sul, amtlich portugiesisch Município de Cruzeiro do Sul, deutsch Kreuz des Südens, ist ein brasilianisches Munizip im Norden des Bundesstaats Paraná. Es hat 4.494 Einwohner (2022), die Cruzeirenser-do-Sul genannt werden. Seine Fläche beträgt 291 km². Es liegt 454 Meter über dem Meeresspiegel.
Es liegt 510 km von der Hauptstadt Curitiba entfernt und  steht an 317. Stelle der 399 Munizipien des Bundesstaates. In der Landwirtschaft ist die Geflügelzucht Hauptarbeitgeber.

## Geschichte
Der Ort entstand aus einem Siedlungsprojekt der Companhia de Terras Norte do Paraná, das Gemeindegebiet gehörte zunächst zum Munizip Nova Esperança und wurde am 26. Dezember 1955 zu einer selbständigen Gemeinde erhoben.

## Geographie

### Vegetation und Klima
Das Biom ist Mata Atlântica. Die Gemeinde hat tropisches gemäßigtes Klima, Cfa nach der Klimaklassifikation nach Köppen und Geiger. Die Durchschnittstemperatur ist 22,8 °C. Die durchschnittliche Niederschlagsmenge liegt bei 1481 mm im Jahr.
| Jan  | Fe   | Mär  | Apr  | Mai  | Jun  | Jul  | Aug  | Sep  | Okt  | Nov  | Dez  |   |      |                   |
| 25,3 | 25,3 | 24,8 | 23,5 | 20,0 | 19,0 | 18,7 | 20,6 | 22,6 | 24,2 | 24,4 | 25,3 | Ø | 22,8 | Temperatur (°C)   |
| 222  | 171  | 126  | 83   | 97   | 78   | 63   | 59   | 111  | 147  | 146  | 178  | Σ | 1481 | Niederschlag (mm) |

### Straßen
Über die PR-463 gelangt man in Richtung Norden nach Santo Inácio am Paranapanema. Die PR-463 führt nach Nova Esperança und hat dort Anschluss an die Rodovia do Café.
Durch Cruzeiro do Sul verlief seit vorkolumbischen Zeiten eine Nebenstrecke des Peabiru-Wegs vom Atlantik nach Peru. Diese ging vom Mittellauf des Paranapanema bei Jardim Olinda in südwestlicher Richtung nach Santa Catarina und durchquerte das Gebiet von Cruzeiro do Sul. Nach der Zerstörung der Reduktionen, die die Jesuiten am Paranapanema zum Schutz der Ureinwohner eingerichtet hatten, geriet der Weg in Vergessenheit.

### Nachbarmunizipien
|                      | Paranacity                                  |        |
| Alto Paraná (Paraná) | Kompassrose, die auf Nachbargemeinden zeigt | Lobato |
|                      | Uniflor und Nova Esperança (Paraná)         |        |

## Bevölkerungsentwicklung
Nach einer ersten Binnenmigration verlor die Gemeinde in den letzten 50 bis 60 Jahren über die Hälfte der Bevölkerung, die Landbevölkerung konzentrierte sich vermehrt auf den Hauptort oder zog in andere Gegenden.
| Jahr | Einwohner | Stadt | Land  |
| ---- | --------- | ----- | ----- |
| 1960 | 10.159    | 1.218 | 8.941 |
| 1970 | 8.088     | 1.415 | 6.673 |
| 1980 | 5.704     | 1.601 | 4.103 |
| 1991 | 5.006     | 2.715 | 2.291 |
| 2000 | 4.759     | 2.834 | 1.925 |
| 2010 | 4.563     | 3.404 | 1.159 |
| 2022 | 4.494     | ?     | ?     |

Quelle: IBGE (2011) und Volkszählung 2022

## Ethnische Zusammensetzung
Ethnische Gruppen nach der statistischen Einteilung des IBGE (Stand 2010 mit 4563 Einwohnern):
| Gruppe                | Anteil         | Anmerkung                         |
| --------------------- | -------------- | --------------------------------- |
| Brancos               | 2.243 (51,4 %) | (Weiße, Nachfahren von Europäern) |
| Pardos (Mischrassige) | 2.010          | (Mulatten, Mestizen)              |
| Pretos                | 178            | (Schwarze)                        |
| Amarelos              | 129            | (Asiaten)                         |
| Indígenas             | 3              | (indigene Bevölkerung)            |

## Analphabetenquote
Cruzeiro do Sul hatte 1991 eine Analphabetenquote von 32,2 %, die sich bei der Volkszählung 2010 bereits auf rund 15,1 % reduziert hatte.

## Durchschnittseinkommen und Lebensstandard
Das monatliche Durchschnittseinkommen betrug 2017 den Faktor 2,2 des brasilianischen Mindestlohns (Salário mínimo) von R$ 880,00 (umgerechnet für 2019: rund 438 €). Der Index der menschlichen Entwicklung (HDI) ist mit 0,713 für 2010 als hoch eingestuft. Das Bruttosozialprodukt pro Kopf betrug 2016 39.061,29 R$.
2017 waren 561 Personen oder 12,1 % der Bevölkerung als im Arbeitsverhältnis stehend gemeldet, 32,7 % der Bevölkerung hatte ein Einkommen von der Hälfte des Minimallohns. Im September 2019 erhielten 289 Familien oder 14,66 % der vom IBGE als arm eingestuften Familien Unterstützung durch das Programm Bolsa Família.